# Comuna 12 (Bucaramanga)
La Comuna 12 o Cabecera del Llano es una división territorial urbana de la ciudad de Bucaramanga, en Colombia.

## División administrativa
La comuna se encuentra formada por los barrios: Cabecera del Llano, Sotomayor, Antiguo Campestre, Bolarquí, Mercedes, Puerta del Sol, Conucos, El Jardín, Pan de Azúcar, Los Cedros, Terrazas, La Floresta.